# Super Game Boy

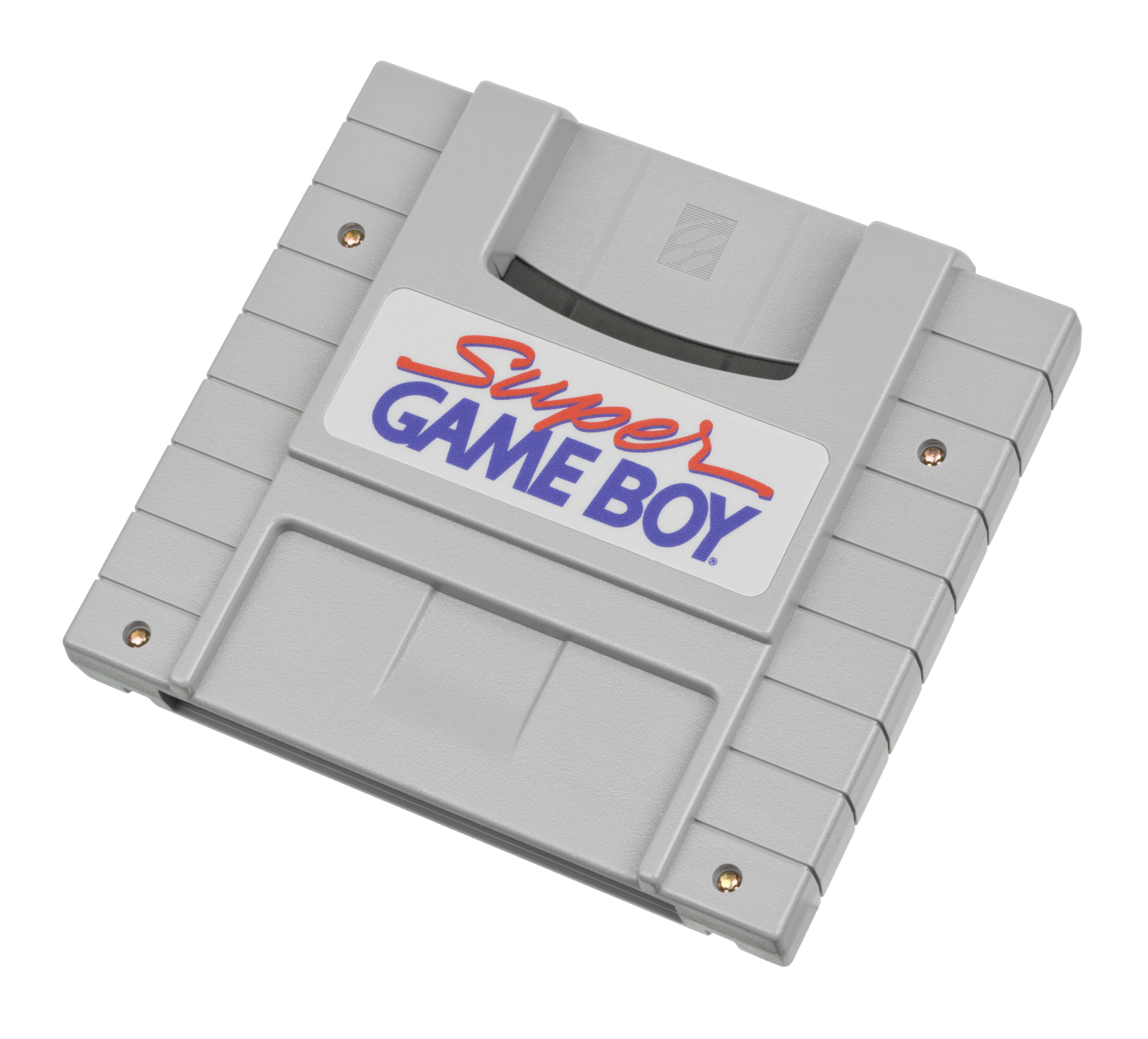
Североамериканская версия картриджа

Super Game Boy (яп. スーパーゲームボーイ Sūpā Gēmu Bōi) — 16-битный картридж-адаптер для игровой консоли Super Nintendo Entertainment System, в Японии также известной как Super Famicom. Super Game Boy позволяет запускать картриджи с играми для портативной консоли Game Boy на экране телевизора, используя в качестве игрового контроллера геймпад от SNES/Super Famicom. На момент выпуска в США Super Game Boy стоил $59.99. В Великобритании он продавался по цене £49.99. Super Game Boy является предшественником устройства Game Boy Player для консоли Nintendo GameCube, которое работало по схожей схеме.

## Информация об устройстве

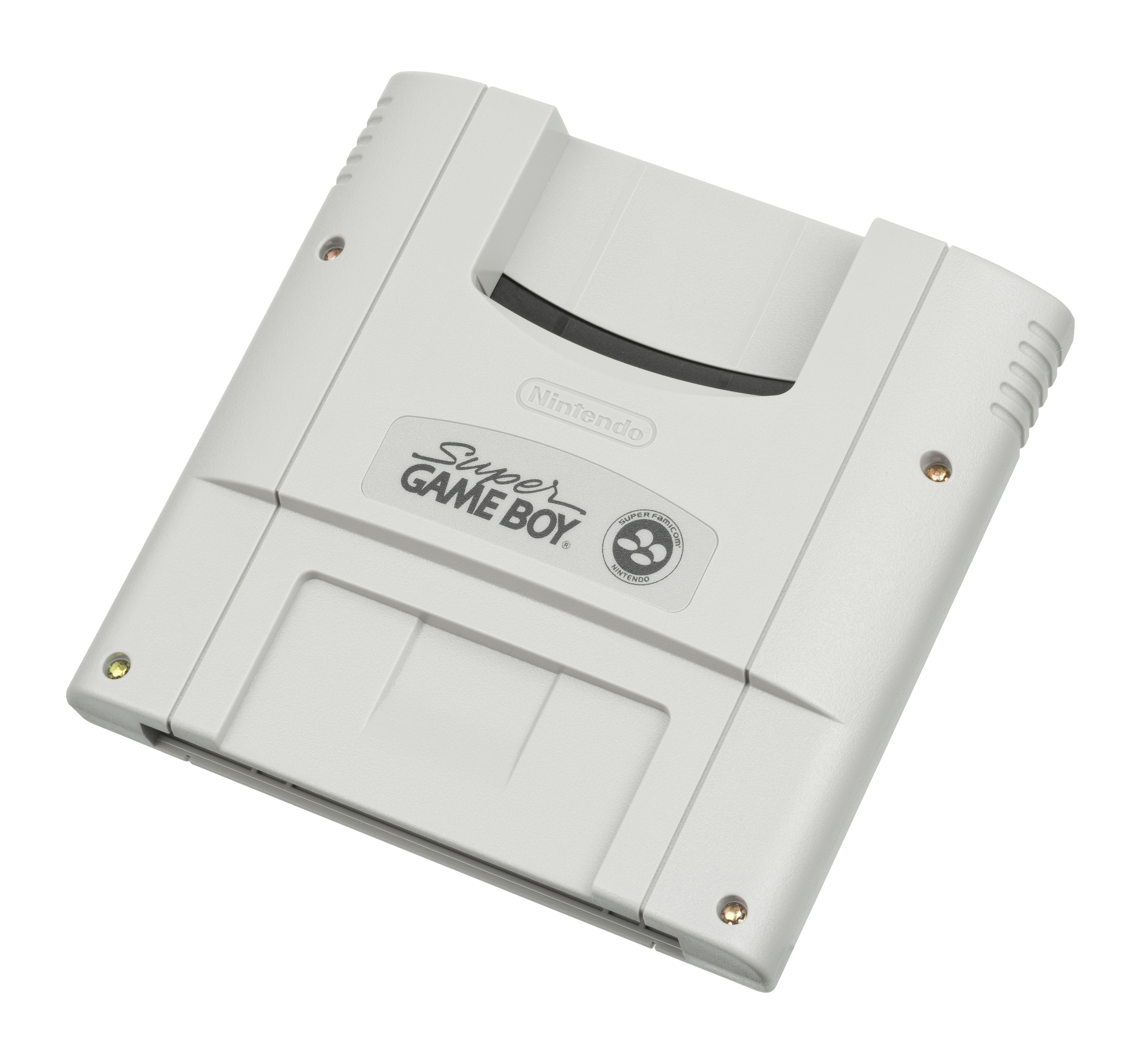
Картридж Super Game Boy, версия для Super Famicom

Super Game Boy был совместим с картриджами для оригинального монохромного Game Boy и картриджами для Game Boy Color, если они поддерживали игру в чёрно-белом режиме. Он мог отображать только четыре оттенка зелёного цвета. Игры для Game Boy, вышедшие после Super Game Boy, были оптимизированы для игры через адаптер и содержали в своём коде добавочную информацию, позволявшую менять цвета на экране, отображать на экране телевизора специальную рамку и даже воспроизводить скрытые ранее спрайты (например, на загрузочном экране Mario’s Picross). Такие игры содержали специальный логотип «Super Game Boy Game Pak» на коробке и на самом картридже. Всего этот адаптер поддерживал 64 цвета рамки и 12 цветов экрана. Статические изображения Super Game Boy мог воспроизводить в 10 цветах.
Аппаратное обеспечение SNES позволяло реализовать скрытые эффекты некоторых игр для Game Boy: в Contra III: The Alien Wars, Donkey Kong, Kirby’s Dream Land 2 и Toy Story были записаны некоторые звуки, которые Game Boy не был способен воспроизводить. В играх Wario Blast, портативной версии Killer Instinct и некоторых других можно было подключить второй геймпад SNES и играть на одной консоли вдвоём.
Игры на Super Game Boy воспроизводятся на 2,4 % быстрее, чем на Game Boy. Это связано с тем, что процессор SNES работает на частоте 4,295 МГц, а не 4,194 Мгц, как Game Boy.